# 2001年の野球
2001年の野球（2001ねんのやきゅう）では、2001年の野球界における動向をまとめる。

## 競技結果

### アマチュア野球
- 第72回都市対抗野球大会優勝 : 河合楽器
- 第28回社会人野球日本選手権大会優勝 : 三菱重工長崎
- 第50回全日本大学野球選手権大会優勝 : 東海大学
- 第32回明治神宮野球大会
大学の部優勝 : 駒澤大学
高校の部優勝 : 報徳学園
- 第73回選抜高等学校野球大会優勝 : 常総学院（茨城県）
- 第83回全国高等学校野球選手権大会優勝 : 日大三（東京都）

### メジャーリーグ
- ワールドシリーズ優勝：アリゾナ・ダイヤモンドバックス
- アメリカンリーグ優勝：ニューヨーク・ヤンキース
- ナショナルリーグ優勝：アリゾナ・ダイヤモンドバックス

### 国際大会
- 第34回IBAFワールドカップ優勝：キューバ

## できごと

### 3月
- 25日
  - 【高校】 阪神甲子園球場で第73回選抜高等学校野球大会が開幕。

### 4月
- 4日
  - 【高校】第73回選抜高等学校野球大会の決勝戦が阪神甲子園球場で行われ、常総学院が仙台育英を7-6で破り初優勝。

### 6月
- 8日
  - 11月1日から開幕する元プロ野球選手による「マスターズ・リーグ」の日程と主な出場内定選手が発表される[1]。

### 7月
- 31日
  - 【社会人】第72回都市対抗野球大会の決勝戦が東京ドームで行われ、河合楽器が三菱自動車岡崎を6-3で破り初優勝。

### 8月
- 8日
  - 【高校】第83回全国高等学校野球選手権大会が阪神甲子園球場で開幕。
- 22日
  - 【高校】第83回全国高等学校野球選手権大会の決勝戦が阪神甲子園球場で行われ、西東京代表の日大三が滋賀代表の近江を5-2で破り初優勝。

### 10月
- 14日
  - 【社会人】第28回社会人野球日本選手権大会の決勝戦が東京ドームで行われ、三菱重工長崎が東芝を5-0で破り初優勝。

### 11月
- 11日
  - 元南海の杉浦忠が午前、マスターズ・リーグのため宿泊していた札幌市内のホテルで急性心筋梗塞で死去[2]。
- 19日
  - 【高校】【大学】第32回明治神宮野球大会の高校の部、大学の部の決勝戦が明治神宮野球場で行われ、高校は近畿代表の報徳学園が中国代表の関西高等学校を10-1で破り初優勝。大学は駒澤大学が城西大学を5-3で破り8年ぶり4回目の優勝。

## 誕生

### 1月
- 1月12日 - 吉田輝星
- 1月31日 - 上間永遠

### 2月
- 2月14日 - 太田椋

### 3月
- 3月4日 - 牧野翔矢
- 3月9日 - 水谷瞬
- 3月29日 - 市川悠太

### 4月
- 4月2日 - 伊藤海斗
- 4月16日 - 奥川恭伸
- 4月16日 - 玉村昇悟
- 4月17日 - 黒川史陽
- 4月18日 - 及川雅貴
- 4月23日 - 浅田将汰
- 4月26日 - 上野響平

### 5月
- 5月4日 - 山瀬慎之助
- 5月7日 - 小林珠維
- 5月13日 - 井上温大
- 5月20日 - 韮澤雄也
- 5月21日 - 堀田賢慎
- 5月28日 - 武岡龍世

### 6月
- 6月15日 - 武藤敦貴
- 6月22日 - 石川昂弥
- 6月28日 - 川野涼多

### 7月
- 7月3日 - 東妻純平
- 7月5日 - 水上桂
- 7月17日 - 井上広輝
- 7月23日 - 菊田拡和

### 8月
- 8月5日 - 横山陸人
- 8月12日 - 井上広大
- 8月13日 - 前佑囲斗
- 8月18日 - ミック・エイベル
- 8月25日 - 宮城大弥

### 9月
- 9月13日 - 森敬斗
- 9月19日 - 遠藤成
- 9月26日 - 長岡秀樹

### 10月
- 10月7日 - 鈴木寛人
- 10月16日 - ノエルビ・マルテ
- 10月18日 - 藤田健斗

### 11月
- 11月3日 - 佐々木朗希

### 12月
- 12月11日 - 竹内龍臣
- 12月22日 - 田部隼人

## 死去
- 2月24日 - 田中久寿男（*1935年）
- 3月4日 - 大和田明（*1934年）
- 3月20日 - 小山田健一（*1950年）
- 4月9日 - ウィリー・スタージェル（*1940年）
- 4月28日 - 蔦文也（*1923年）
- 8月3日 - 苅田久徳（*1910年）
- 8月10日 - ルー・ブードロー（*1917年）
- 10月6日 - ミゲール・デルトロ（*1972年）
- 11月5日 - 溝渕峯男（*1913年）
- 11月11日 - 杉浦忠（*1935年）
- 11月17日 - 保井浩一（*1921年）
- 11月29日 - 水谷則博（*1950年）